# Henry Rollins
Ne doit pas être confondu avec Henri Rollin.
Pour les articles homonymes, voir Rollins.
Henry Rollins est un chanteur, écrivain, acteur, compositeur, scénariste et producteur américain né le 13 février 1961 à Washington DC, aux États-Unis.

## Biographie
Henry Rollins a grandi à Washington (district de Columbia) principalement élevé par sa mère, à la suite du divorce de ses parents.
Il est envoyé très jeune à l'école militaire, dont il déteste l'ambiance mais où il va acquérir le sens de la discipline et du travail qui, selon ses dires, lui ont permis de faire carrière.
Il s'implique dans la scène punk locale grâce à son ami Ian MacKaye (membre de Minor Threat et Fugazi) et devient chanteur du groupe State of Alert (SOA). Le groupe se sépare rapidement.
Il enchaîne les petits boulots, jusqu’à ce qu'il fasse la connaissance du groupe Black Flag dont il deviendra un grand fan et ami. Très vite, il est invité à tenir le poste de chanteur.
Sa présence scénique impressionnante fait de lui un membre permanent du groupe qui va connaître un grand succès jusqu'en 1986, année durant laquelle le groupe va se séparer.
Henry Rollins va alors s'entourer de musiciens pour mener une carrière avec son groupe : Rollins Band.
Parallèlement à la musique, Rollins a débuté très tôt une carrière d'acteur. La plupart de ses prestations se limitent toutefois à des seconds rôles. En 2009, il est A.J. Weston, personnage raciste et séparatiste,  dans la série Sons of Anarchy (saison 2).
Il apparaît dans le jeu vidéo "Def Jam: fight for NY"; un jeu de combat avec plusieurs rappeurs.
En décembre 2009, il participe à l'album "The Flaming Lips and Stardeath and White Dwarfs With Henry Rollins and Peaches Doing the Dark Side of the Moon" des Flaming Lips, album reprenant l'intégrale de Dark Side of the Moon de Pink Floyd.

## Filmographie

### Comme acteur
- 1985 : The Right Side of My Brain
- 1991 : Words in Your Face (TV) : Self
- 1994 : À toute allure (The Chase) : Officer Dobbs
- 1995 : Johnny Mnemonic : Spider
- 1995 : Heat : Hugh Benny
- 1997 : Lost Highway : Guard Henry
- 1998 : Jack Frost : Sid Gronic
- 1999 : Desperate But Not Serious : Bartender
- 1999 : Morgan's Ferry : Monroe
- 2000 : Batman, la relève : Le Retour du Joker (vidéo) : Benjamin 'Ben' Knox / Bonk (voix)
- 2001 : La Loi des armes (Scenes of the Crime) : Greg
- 2001 : Time Lapse (vidéo) : Gaines
- 2002 : Psychic Murders (vidéo) : Johnny Miracle
- 2002 : Le Nouveau (The New Guy) : Warden
- 2002 : Jackass The Movie : Lui-même
- 2002 : Shadow Realm (TV)
- 2003 : Bad Boys 2 : TNT Leader
- 2003 : A House on a Hill : Arthur
- 2004 : Deathdealer: A Documentary : Vincent
- 2005 : Shock & Awe: The Tour (vidéo)
- 2005 : Feast : Coach
- 2006 : The Alibi de Matt Checkowski et Kurt Mattila : Putty
- 2006 : Live Freaky! Die Freaky! (voix)
- 2007 : Détour mortel 2
- 2007 : Californication : Animateur de radio
- 2009 : Sons of Anarchy (TV)
- 2009 : Suck : Rockin' Roger
- 2013 : Hawaii 5-0 : Ray beckett
- 2015 : He never died : Jack
- 2017 : Z Nation ; Lt. Mueller (Saison 4)

...
- 2021 : Les Maîtres de l'univers : Révélation (Masters of the Universe: Revelation) (série télévisée d'animation)

### Comme compositeur
- 2006 : Henry Rollins: Uncut from NYC (TV)

### Comme scénariste
- 2001 : Henry Rollins: Up for It (vidéo)
- 2004 : Henry Rollins: Live at Luna Park (vidéo)
- 2005 : Henry Rollins: Shock & Awe (vidéo)
- 2005 : Shock & Awe: The Tour (vidéo)

### Comme producteur
- 2005 : Shock & Awe: The Tour (vidéo)

## Récompenses et nominations

### Récompenses
A gagné un grammy en 1994 du "Best Spoken Word Album" pour "Get in the Van: On the Road with Black Flag"

### Nominations
Nommé en 1994 pour la meilleure performance Heavy Metal avec "Liar".

## Discographie

### Black Flag
- 1984 : Damaged
- 1984 : Family Man
- 1984 : Live '84
- 1984 : My War
- 1984 : Slip it In
- 1985 : In My Head
- 1985 : Loose Nut
- 1986 : Who's Got the 10½ (live)

### Rollins Band
- 1987 : Hot Animal Machine
- 1988 : Do It
- 1988 : Life Time
- 1989 : Hard Volume
- 1990 : Turned On (live)
- 1992 : The End of Silence
- 1992 : Hammer of the Rok Godz
- 1994 : Weight
- 1997 : Come in and Burn
- 1999 : Insert Band Here : Live in Australia 1990
- 2000 : Get Some Go Again
- 2001 : Nice
- 2001 : Audio Airstrike Consultants 1986-1988
- 2002 : The Only Way to Know for Sure (live)
- 2003 : Hard Volume/Insert Band Here
- 2003 : Hot Animal Machine/Life Time
- 2003 : A Clockwork Orange Stage (live)
- 2003 : A Nicer Shade of Red
- 2003 : Yellow Blues
- 2004 : The End of Silence : Demos
- 2004 : Weighting
- 2005 : Come in and Burn : Sessions
- 2005 : Get Some Go again : Sessions

### Spoken Word
- 1987 : Big Ugly Mouth
- 1989 : Sweatbox : Spoken Word 1987-1988 (live)
- 1990 : Live at McCabe's (live)
- 1992 : Human Butt (live)
- 1992 : Deep Throat (live)
- 1993 : The Boxed Life (live)
- 1994 : Get in the Van : On the Road With Black Flag
- 1994 : Everything
- 1997 : Black Coffee Blues
- 1998 : Think Tank (live)
- 1999 : Henry Rollins in Eric the Pilot (live)
- 2001 : A Rollins in the Wry (live)
- 2003 : Talk is Cheap, Vol. 1 (live)
- 2003 : Talk is Cheap, Vol. 2 (live)
- 2004 : Nights Behind the Tree line
- 2004 : Live at the Westbeth Theater
- 2005 : Shock & Awe : the Spoken Word Tour (live)
- 2006 : Big Ugly Mouth/Short Walk on a Long Pier (live)
- 2006 : Talk is Cheap, Vol. 3 (live)
- 2007 : Talk is Cheap, Vol. 4 (live)
- 2007 : Provoked

### Featuring Henry Rollins
- 1990 : Wartime : Fast Food For Thoughts
- 2017 : Il apparait sur la chanson "Freaked" de l'album "Undertow Reissue" du groupe Blind Idiot God

### Autres collaborations
- 2009 : The Flaming Lips and Stardeath and White Dwarfs With Henry Rollins and Peaches Doing the Dark Side of the Moon, album des Flaming Lips,
- 1992 : Bottom en collaboration avec Tool sur l'album Undertow
- également avec Stardeath and White Dwarfs